# Еманжелинское городское поселение
Еманжелинское городско́е поселе́ние — муниципальное образование в Еманжелинском районе Челябинской области Российской Федерации.
Административный центр — город Еманжелинск.

## История
Статус и границы городского поселения установлены Законом Челябинской области от 28 октября 2004 года № 293-ЗО «О статусе и границах Еманжелинского муниципального района и городских поселений в его составе»

## Население
| 2002    | 2009    | 2010    | 2011    | 2012    | 2013    | 2014    |
| ------- | ------- | ------- | ------- | ------- | ------- | ------- |
| 52 391  | ↘30 982 | ↗31 136 | ↗31 139 | ↗31 167 | ↗31 201 | ↘30 879 |
| 2015    | 2016    | 2017    | 2018    | 2019    | 2020    | 2021    |
| ↘30 658 | ↘30 376 | ↘29 921 | ↘29 557 | ↘29 022 | ↗29 038 | ↘28 534 |
| 2023    |         |         |         |         |         |         |
| ↘28 251 |         |         |         |         |         |         |

## Состав городского поселения
| № | Населённый пункт | Тип населённого пункта          | Население |
| - | ---------------- | ------------------------------- | --------- |
| 1 | Борисовка        | посёлок                         | ↗709      |
| 2 | Еманжелинск      | город, административный центр   | ↘27 371   |
| 3 | Кленовка         | посёлок                         | ↘103      |
| 4 | Таянды           | посёлок железнодорожной станции | ↘108      |